# Міжнародний орнітологічний конгрес
Міжнародний орнітологічний конгрес (англ. International Ornithological Congress, IOC) — це найстаріші та найбільші зустрічі орнітологів. Їх організовує Міжнародна орнітологічна спілка (англ. International Ornithologists Union, IOU), яка до 2010 року називалась Міжнародний орнітологічний комітет (англ. International Ornithological Committee, IOC).
Перша зустріч відбулася у Відні 16-23 квітня 1884 року. Подальші проводилися нерегулярно. Тільки у 1926 році була досягнута домовленість про зустрічі кожні чотири роки, якої не дотримувалися лише у 1942 і 1946 роках. Вони були скасовані внаслідок Другої світової війни.
Публікуються матеріали кожного конгресу.

## Список конгресів
Місця та дати проведення минулих та майбутніх МОК:

1884 рік —  Відень, Австро-Угорщина
1891 рік —  Будапешт, Австро-Угорщина
1900 рік —  Париж, Франція
1905 рік —  Лондон, Велика Британія
1910 рік —  Берлін, Німецька імперія
1926 рік —  Копенгаген, Данія
1930 рік —  Амстердам, Нідерланди
1934 рік —  Оксфорд, Велика Британія
1938 рік —  Руан, Франція
1950 рік —  Уппсала, Швеція
1954 рік —  Базель, Швейцарія
1958 рік —  Гельсінкі, Фінляндія
1962 рік —  Ітака (Нью-Йорк), США
1966 рік —  Оксфорд, Велика Британія
1970 рік —  Гаага, Нідерланди
1974 рік —  Канберра, Австралія
1978 рік —  Берлін, Німеччина
1982 рік —  Москва, СРСР
1986 рік —  Оттава, Канада
1990 рік —  Крайстчерч, Нова Зеландія
1994 рік —  Відень, Австрія
1998 рік —  Дурбан, ПАР
2002 рік —  Пекін, Китай
2006 рік —  Гамбург, Німеччина
2010 рік —  Кампус-ду-Жордау, Бразилія
2014 рік —  Токіо, Японія
2018 рік —  Ванкувер, Канада
2022 рік —  Дурбан, ПАР